# العامل الثاني عشر
العامل الثاني عشر (بالإنجليزية:  FACTOR XII)‏ المعروف أيضا باسم عامل هاجمان (بالإنجليزية: HAGEMAN FACTOR)‏، هو بروتين في البلازما، وهو الصورة الزايموجين (أي مولد انزيمات غير نشط) (بالإنجليزية:  zymogen)‏ «للعامل الثاني عشر أ». رقمه الكيميائي (EC 3.4.21.38) وينتمي لأسرة بروتينات السيرين (سيرين أو ببتيداز داخلية). في البشر، يتم ترميز العامل الثاني عشر بواسطة الجين F12 .
يستخدم العامل الثاني عشر فقط في المعامل لبدء عملية التجلط في الأبحاث المعملية، ويعتقد أن له دور ضئيل أو منعدم في الجسم الحي (في بيئة حيوية). يتم تنشيط العامل الثاني عشر إلى «العامل الثاني عشر أ» بواسطة أسطح مشحونة بشحنة سالبة، مثل «الزجاج».
عند نقص العامل الثاني عشر فان تخثر الدم يكون بطيئا داخل الزجاج ولكن لا تحدث حالة النزف. ينشط العامل الثاني عشر بواسطة الزجاج وسطوح أخرى مشابهة للزجاج التي تساعد في عملية تكوين البروثرومبين المنشط من مكونات الدم. يوجد هذا العامل في كل من بلازما ومصل الدم.
عامل تجلط الدم الثاني عشر، المعروف أيضا باسم عامل هاجمان، هو بروتين البلازما. وهو إنزيم (EC 3.4.21.38) من الطبقة البروتينية سيرين (أو سيبيريد endopeptidase). في البشر، يتم ترميز العامل الثاني عشر بواسطة جين F12.

## بناء
العامل البشري الثاني عشر هو 596 من الأحماض الأمينية الطويلة ويتكون من سلسلتين، السلسلة الثقيلة (353 بقايا) وسلسلة خفيفة (243 بقايا) يربطهما سند ثنائي الكبريتيد. ومن 80,000 دالتونز. تحتوي سلسلته الثقيلة على نطاقين من فبرونيكتين (النوع الأول والثاني)، ونطاقا شبيهان بمثيل نمو البشرة، ونطاق كرينجل، ومنطقة غنية بالبرولين، وسلسلة خفيفة تحتوي على مجال البروتياز. في الآونة الأخيرة، تم حل بنية المجال الترادفي FnI-EGF الشبيه بعامل التجلط 12 عن طريق البلورات بالأشعة السينية
```
.
```

## الوظيفة
العامل الثاني عشر هو جزء من سلسلة تجلط الدم وينشط العامل 12 في المختبر. يتم تنشيط العامل 12 نفسه لعامل 12أ بواسطة الأسطح المشحونة سالبًا، مثل الزجاج. هذه هي نقطة البداية للمسار الجوهري. يمكن استخدام العامل الثاني عشر أيضًا لبدء مجموعات تجلط الدم في الدراسات المختبرية.

The coagulation cascade.

## علم الوراثة
يقع جين العامل XII على طرف الذراع الطويلة للكروموسوم الخامس (5q33-qter) 
```
.
```

## الدور في المرض
عامل XII هو اضطراب نادر موروث. على عكس أوجه القصور الأخرى لعامل التخثر، يكون عوز العامل الثاني عشر عديم الأعراض تمامًا ولا يسبب نزيفًا زائدًا. ومع ذلك، فإن الفئران التي تفتقر إلى جين العامل الثاني عشر تكون أقل عرضة للتخثر. يبدو أن البروتين مرتبط في المراحل المتأخرة من تكوين الجلطة بدلاً من الانسداد الأول للأضرار في جدار الأوعية الدموية.
يؤدي العامل الثاني عشر دورًا مهمًا في تكوين الجلطة أثناء إجراء قياسات في المختبر لوقت الثرومبوبلاستين الجزئي، مما يتسبب في إطالة هذه القياسات بشكل ملحوظ لدى المرضى الذين يعانون من نقص العامل الثاني عشر، وعادة ما يتجاوز ذلك أيضًا ما يُرى في الهيموفيليا A ، أو الناعور B ونتيجة لذلك، فإن القلق الرئيسي المتعلق بعجز العامل الثاني عشر هو الاختبار غير الضروري، والتأخير في الرعاية، والقلق، وما إلى ذلك التي يمكن أن تدفعها نتيجة المختبر غير الطبيعية. كل هذا، بما في ذلك آلية الوراثة، ينطبق أيضا على عوامل الاتصال الأخرى، والكينينوجين عالي الوزن الجزيئي.
المستويات الزائدة من العامل 12 يمكن أن تؤهب الأفراد نحو خطر أكبر من الخثار الوريدي بسبب دور العامل الثاني عشر كأحد العوامل الحافزة لتحويل البلازمينوجين إلى شكل البلازمين الفعال للبلازمين.
يتم تنشيط عامل الثاني عشر أيضا من قبل السموم الداخلية، وخاصة الدهون A.

## التاريخ
تم اكتشاف عامل هاجمان لأول مرة في عام 1955 عندما تم العثور على عينة دم قبل الجراحة روتينية لرجل يبلغ من العمر 37 عاما، وهو براكماي السكك الحديدية جون هاجمان (1918) كان لديه نسبة التخثر في أنابيب الاختبار عالية جدا، على الرغم من عدم وجود أعراض نزفية له. ثم تم فحص هاجمان من قبل اختصاصي أمراض الدم أوسكار راتنوف، الذي وجد أن هاجمان كان يفتقر إلى عامل تخثر غير معروف من قبل. وجد راتنوف فيما بعد أن عوز هاجمان عامل هو اضطراب وراثي جسمي متنحي، بعد فحص العديد من الأشخاص ذوي الصلة الذين لديهم نقص. من المفارقات أن الانسداد الرئوي ساهم في وفاة هاجمان بعد حادث مهني. ومنذ ذلك الحين، حددت دراسات الحالة والدراسات السريرية وجود ارتباط بين الخُثار ونقص العامل الثاني عشر.